# Ambiegna
Ambiegna (en cors Ambiegna) és un municipi francès, situat a la regió de Còrsega, al departament de Còrsega del Sud. L'any 2006 tenia 54 habitants.

## Demografia
| 1962 | 1968 | 1975 | 1982 | 1990 | 1999 | 2006 |
| ---- | ---- | ---- | ---- | ---- | ---- | ---- |
| 89   | 89   | 79   | 59   | 48   | 43   | 54   |

## Administració
| Període   | Identitat           | Partit | Qualitat |
| --------- | ------------------- | ------ | -------- |
| 2001-2008 | Étienne Colonna     |        |          |
| 2008-     | Jean Toussaint Poli |        |          |